# PCHA 1915–16
PCHA 1915–16 var den femte säsongen av den professionella ishockeyligan Pacific Coast Hockey Association och spelades mellan 7 december 1915 och 25 februari 1916.

## Grundserie
Inför säsongen 1915–16 tillkom ett nytt lag till ligan i form av Seattle Metropolitans från Seattle, Washington, vilket gjorde att ligan utökades från tre till fyra lag. För att fylla det nya laget med spelare vände ligadirektörerna Lester och Frank Patrick blickarna mot Toronto Blueshirts från den konkurrerande ligan NHA varifrån man värvade fem spelare; anfallsspelarna Frank Foyston, Jack Walker och Cully Wilson, backen Ed Carpenter samt målvakten Harry "Hap" Holmes. Lagen från NHA svarade på tilltaget med att värva spelare som Frank Nighbor, Bert Lindsay och Skinner Poulin från PCHA.
Portland Rosebuds vann ligan med 26 inspelade poäng på 18 matcher, åtta poäng före Vancouver Millionaires och Seattle Metropolitans, främst tack vare en stark defensiv ledd av backjätten Moose Johnson som endast släppte till 50 mål på 18 matcher. Rosebuds fick som PCHA-mästare efter säsongen som första amerikanska lag någonsin spela om Stanley Cup mot NHA-mästarna Montreal Canadiens. Finalserien i bäst av fem matcher mellan lagen var jämn och gick för första gången distansen ut. Ställningen var 1-1 långt in i den tredje perioden i den femte och avgörande matchen mellan lagen efter mål av Canadiens Skene Ronan och Rosebuds Tommy Dunderdale då Canadiens back Goldie Prodgers avgjorde matchen med sitt 2-1-mål efter en soloprestation.

### Tabell
M = Matcher, V = Vinster, F = Förluster, O = Oavgjorda, GM = Gjorda mål, IM = Insläppta mål, P = Poäng
|                        | M  | V  | F  | O | GM | IM  | P  |
| ---------------------- | -- | -- | -- | - | -- | --- | -- |
| Portland Rosebuds      | 18 | 13 | 5  | 0 | 71 | 50  | 26 |
| Vancouver Millionaires | 18 | 9  | 9  | 0 | 75 | 69  | 18 |
| Seattle Metropolitans  | 18 | 9  | 9  | 0 | 68 | 67  | 18 |
| Victoria Aristocrats   | 18 | 5  | 13 | 0 | 74 | 102 | 10 |

### Målvaktsstatistik

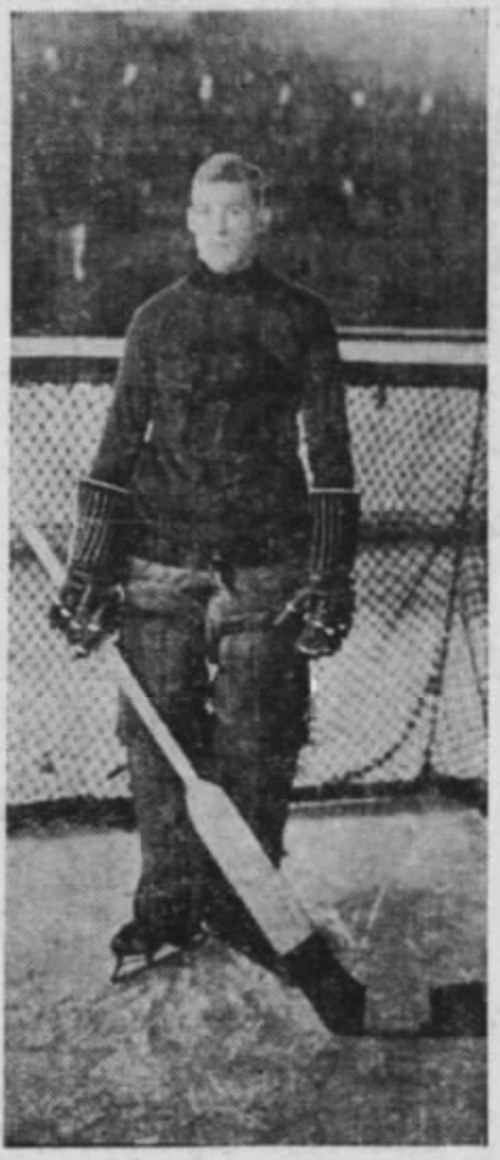
Tommy Murray.

M = Matcher, V = Vinster, F = Förluster, SM = Spelade minuter, IM = Insläppta mål, N = Hållna nollor, GIM = Genomsnitt insläppta mål per match
|                | Lag       | M  | V  | F  | SM   | IM  | N | GIM  |
| -------------- | --------- | -- | -- | -- | ---- | --- | - | ---- |
| Tommy Murray   | Portland  | 18 | 13 | 5  | 1092 | 50  | 2 | 2.75 |
| Harry Holmes   | Seattle   | 18 | 9  | 9  | 1180 | 67  | 0 | 3.72 |
| Hughie Lehman  | Vancouver | 18 | 9  | 9  | 1091 | 69  | 0 | 3.79 |
| Fred McCulloch | Victoria  | 18 | 5  | 13 | 1103 | 102 | 0 | 5.55 |

### Poängligan
|                | Lag                  | Matcher | Mål | Assists | Poäng |
| -------------- | -------------------- | ------- | --- | ------- | ----- |
| Cyclone Taylor | Vancouver            | 18      | 22  | 13      | 35    |
| Bernie Morris  | Seattle              | 18      | 23  | 9       | 32    |
| Charles Tobin  | Portland             | 18      | 21  | 8       | 29    |
| Albert Kerr    | Victoria             | 18      | 16  | 12      | 28    |
| Lester Patrick | Victoria             | 18      | 13  | 11      | 24    |
| Lloyd Cook     | Vancouver            | 18      | 18  | 3       | 21    |
| Sibby Nichols  | Vancouver & Victoria | 12      | 13  | 8       | 21    |
| Eddie Oatman   | Portland             | 18      | 11  | 10      | 21    |
| Jack Walker    | Seattle              | 18      | 13  | 6       | 19    |
| Mickey MacKay  | Vancouver            | 14      | 12  | 7       | 19    |

## Stanley Cup
| Match & Datum | Match & Datum | Vinnande lag       | Resultat | Förlorande lag     | Plats          |
| ------------- | ------------- | ------------------ | -------- | ------------------ | -------------- |
| 1             | 20 mars       | Portland Rosebuds  | 2–0      | Montreal Canadiens | Montreal Arena |
| 2             | 22 mars       | Montreal Canadiens | 2–1      | Portland Rosebuds  | Montreal Arena |
| 3             | 25 mars       | Montreal Canadiens | 6–3      | Portland Rosebuds  | Montreal Arena |
| 4             | 28 mars       | Portland Rosebuds  | 6–5      | Montreal Canadiens | Montreal Arena |
| 5             | 30 mars       | Montreal Canadiens | 2–1      | Portland Rosebuds  | Montreal Arena |